# ایساکیاس کی‌روش
ایساکیاس کی روش (انگلیسی: Isaquias Queiroz؛ زادهٔ ۳ ژانویهٔ ۱۹۹۴) ورزشکار اهل برزیل است.
وی در مسابقات کشوری و بین‌المللی در مجموع برندهٔ ۹ مدال طلا، ۳ مدال نقره، ۷ مدال برنز شده‌است.